# Aquetzpalco
Aquetzpalco är en ort i Mexiko.   Den ligger i kommunen Huautla och delstaten Hidalgo, i den sydöstra delen av landet, 200 km nordost om huvudstaden Mexico City. Aquetzpalco ligger 161 meter över havet och antalet invånare är 366.
Terrängen runt Aquetzpalco är huvudsakligen kuperad, men österut är den platt. Runt Aquetzpalco är det ganska tätbefolkat, med 80 invånare per kvadratkilometer. Närmaste större samhälle är Chicontepec de Tejada, 8,5 km söder om Aquetzpalco. Omgivningarna runt Aquetzpalco är en mosaik av jordbruksmark och naturlig växtlighet.